# Clavel (raza bovina)
Raza vacuna introducida a Chile, oriunda de Alemania donde se la conoce como Rotbunte. Entre sus principales características destacan su adaptación a diferentes ambientes, desde la precordillera a la costa. Otro punto importante es su habilidad materna.
La selección a la que ha sido sometida ha generado tres variantes (tipo Doble propósito, tipo Carnicero y tipo Lechero) las que solo se diferencian por sus niveles productivos.

## Descripción
Color blanco con rojo, sus extremidades suelen ser blancas. Las hembras producen en promedio 4500 litros de leche por lactancia con 4% de materia grasa y 3,5% de proteína.